# IFOR
La Fuerza de Implementación (en inglés: Implementation Force, abreviada como IFOR) fue una fuerza multinacional de la OTAN en Bosnia y Herzegovina en virtud de un año de mandato entre el 20 de diciembre de 1995 al 20 de diciembre de 1996, bajo el código Operación Conjunta Endeavour para aplicar los anexos militares del Acuerdo Marco General de Paz (GFAP) en Bosnia y Herzegovina, después de haber tomado el relevo de UNPROFOR. 
Los Acuerdos de Dayton o GFAP, firmados en París el 14 de diciembre de 1995, fueron el resultado de una larga serie de eventos. En particular, los fracasos de los planes de paz ofrecidos antes y durante la guerra de Bosnia, la Operación Tormenta de los croatas en agosto de 1995 y sus secuelas, las atrocidades serbias de Bosnia, en particular la masacre de Srebrenica , y la utilización de fuerzas de paz de UNPROFOR como escudos humanos contra la Operación Deliberate Force de la OTAN.
El almirante Leighton Smith (comandante en jefe de las Fuerzas Aliadas del Sur de Europa (CINCSOUTH)) actuó como comandante de la Fuerza Conjunta para la operación. Dirigió la operación desde el cuartel general en Zagreb y, posteriormente, desde marzo de 1996 desde Sarajevo. El general Michael Walker, comandante del ARRC (Cuerpo de Reacción Rápida del mando Aliado), actuó como comandante del componente terrestre de la Operación, dirigiéndola desde el cuartel general de Kiseljak, y desde enero de 1996 desde Ilidza. Este fue el primer despliegue de fuerzas de tierra de la OTAN. El componente terrestre de la operación fue conocido como Operation Joint Endeavour (Operación Esfuerzo Conjunto). 
El 21 de diciembre de 1996 la tarea de la IFOR fue asumida por la SFOR. 
A esas alturas, IFOR había movilizado tropas de 32 países, con unas 54.000 unidades en el país (Bosnia y Herzegovina) y alrededor de 80.000 soldados en total (con el apoyo y la reserva de las tropas estacionadas en Croacia, Hungría, Alemania, Italia, y también en los buques en el mar Adriático). En las fases iniciales de la operación, gran parte de la composición inicial de la IFOR consistió en cambiar las banderas de las unidades de la operación UNPROFOR. 
Las tareas del componente terrestre se llevaron a cabo por tres divisiones plurinacionales: 
- Mostar (SE) - Mando francés.
- Banja Luka (SO) - Mando británico.

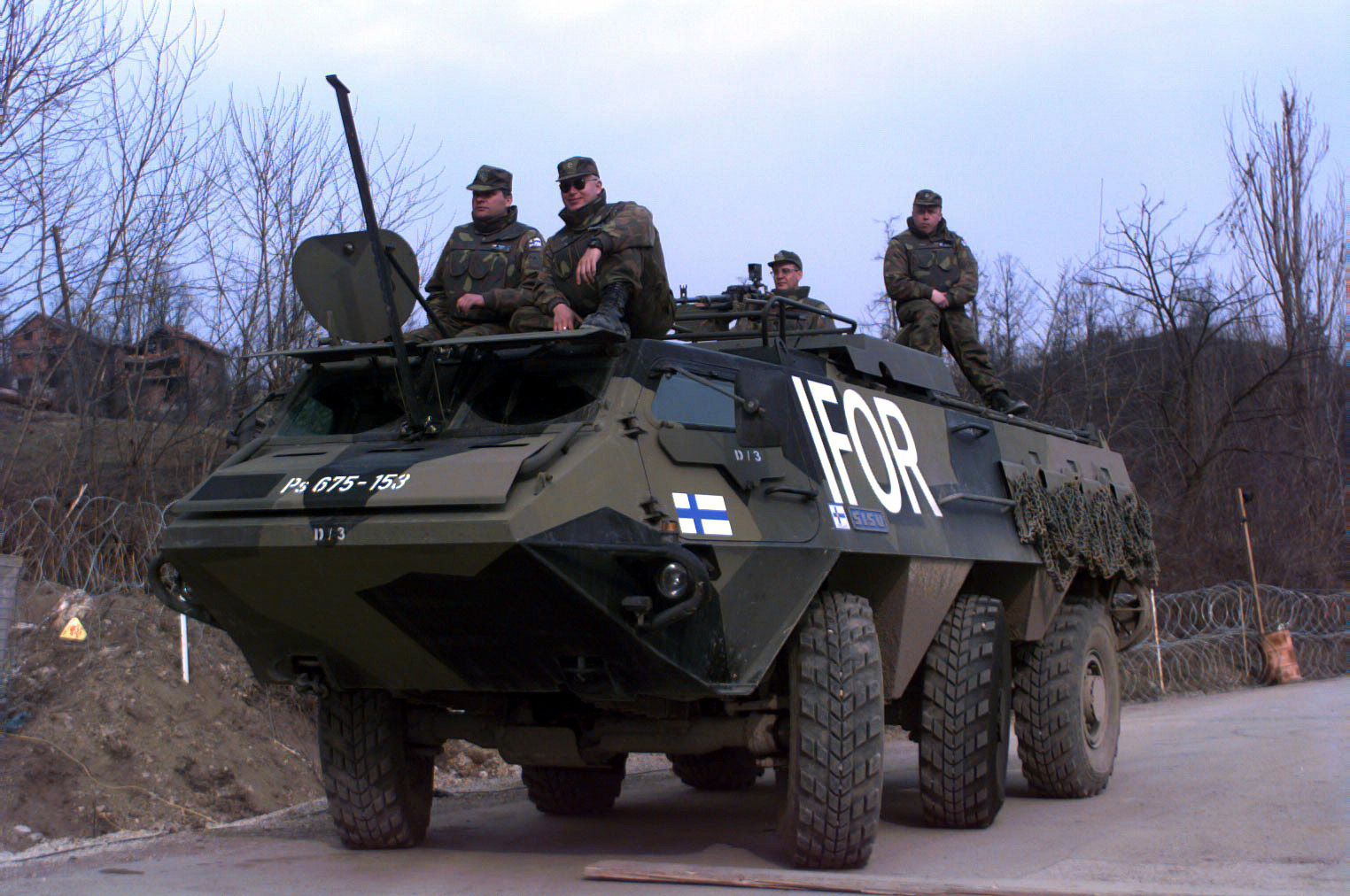
Soldados finlandeses protegiendo el área de encuentros de la Comisión Civil Mixta, en marzo de 1996.

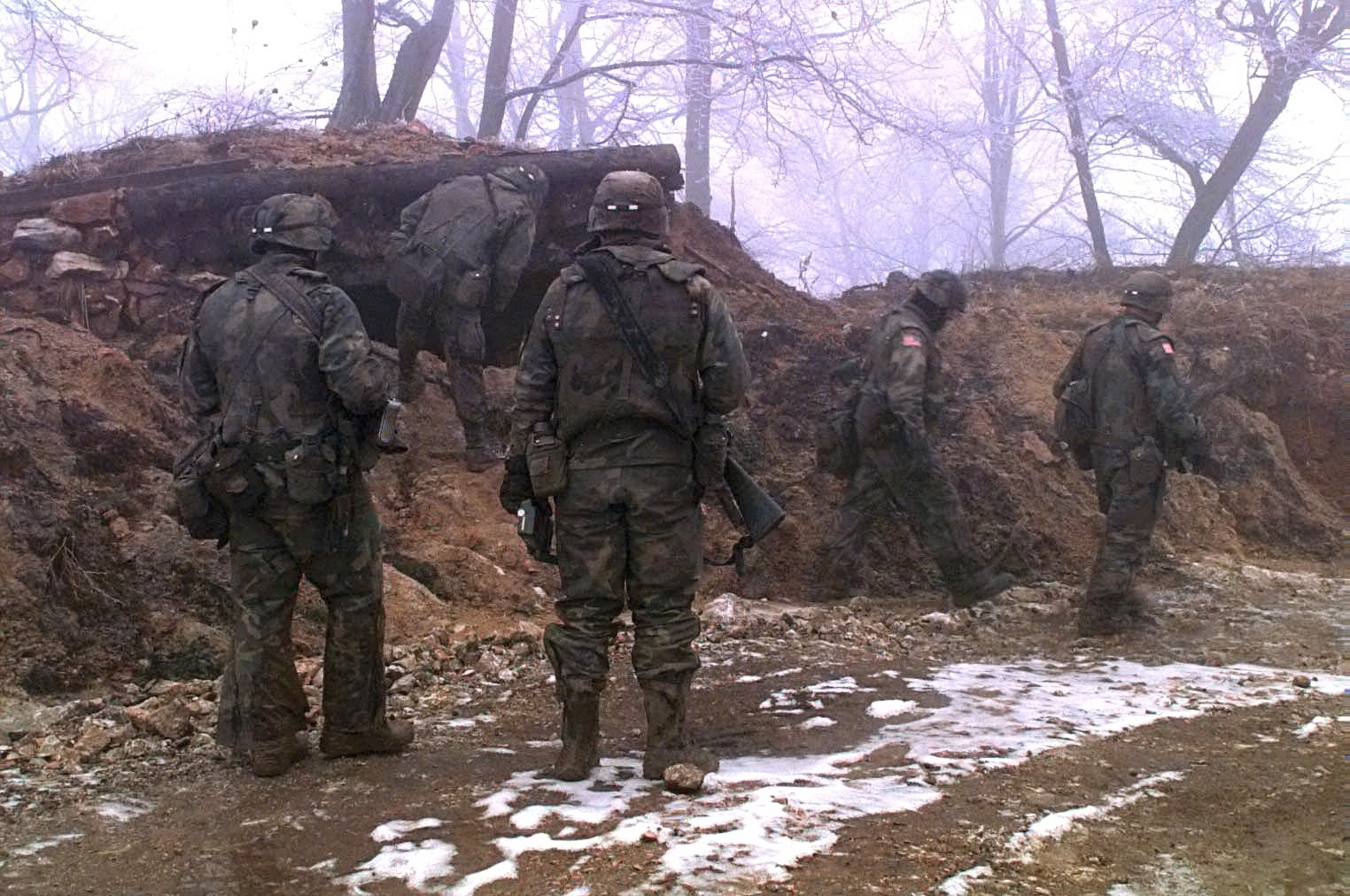
Soldados norteamericanos de IFOR inspeccionan un búnker serbio durante la Operación Esfuerzo Conjunto.

- Tuzla (N) - Mando americano.

## Lecturas relacionadas
- Lecciones desde Bosnia: La experiencia IFOR por Larry Wentz (1998)
- Meta: Bosnia por Pascale Siegel (1998)